# (23355) Elephenor
(23355) Elephenor (9602 P-L) – planetoida z grupy trojańczyków okrążająca Słońce w ciągu 12,12 lat w średniej odległości 5,27 j.a. Odkryta 17 października 1960 roku.